# Земблиці (Сташовський повіт)
Земблиці (пол. Ziemblice) — село в Польщі, у гміні Сташув Сташовського повіту Свентокшиського воєводства.
Населення — 119 осіб (2011).
У 1975—1998 роках село належало до Тарнобжезького воєводства.

## Демографія
Демографічна структура на день 31 березня 2011 року:
|          | Загалом | Допрацездатний вік | Працездатний вік | Постпрацездатний вік |
| -------- | ------- | ------------------ | ---------------- | -------------------- |
| Чоловіки | 62      | 10                 | 45               | 7                    |
| Жінки    | 57      | 9                  | 30               | 18                   |
| Разом    | 119     | 19                 | 75               | 25                   |